# جاهز (شركة)
جاهز (شركة جاهز الدولية لتقنية نظم المعلومات) شركة تقنية سعودية بدأت نشاطها عام 2017م في مجال توصيل طلبات المطاعم عبر الإنترنت، ثم تحولت في عام 2020م إلى شركة مساهمة مقفلة تقدم مجموعة متنوعة من الحلول والخدمات، وتشمل مجالات عمل الشركة: توصيل الطعام، والخدمات اللوجستية، وخدمات المطابخ السحابية، وحلول تحسين أسلوب الحياة.

## تاريخ الشركة
- في ديسمبر 2021م أعلنت شركة «جاهز» عن توجهها للمضي قدماً في إجراء طرح عام أولي، وإدراج أسهمها العادية في سوق «نمو» الموازية في السعودية.[3]
- في 5 يناير 2022، تم إدراج وبدء تداول أسهم شركة "جاهز الدولية لتقنية نظم المعلومات" في السوق الموازية "نمو"، برمز تداول 9526.[4]
- بنهاية عام 2023م ارتفعت أرباح شركة جاهز الدولية إلى 125.3 مليون ريال ، مقارنة بأرباح بلغت 59 مليون ريال تم تحقيقها خلال نفس الفترة من عام 2022.[5]
- في نوفمبر 2024 م وافقت السوق المالية السعودية «تداول» على طلب شركة «جاهز الدولية لتقنية نظم المعلومات» بالانتقال من السوق الموازية (نمو)، إلى السوق الرئيسة (تاسي).[6]
- في 10 ديسمبر 2024 تم إدراج وبدء تداول أسهم شركة جاهز الدولية لتقنية نظم المعلومات في مؤشر السوق الرئيسية (تاسي)، بالرمز 6017 في قطاع الخدمات الاستهلاكية.[7]
- في يوليو 2025م أعلنت جاهز عن إبرام اتفاقية شراء واكتتاب بغرض الاستحواذ على ما نسبته 76.56% في شركة سنونو القابضة، وسيحتفظ مؤسس شركة "سنونو" القطرية، حمد مبارك الهاجري، بالنسبة المتبقية البالغة 23.44%. وستدفع الشركة مبلغاً قدره 214 مليون دولار أميركي (802 مليون ريال سعودي) نقدا إلى مساهمي شركة سنونو الحاليين.[8]